# 喬治敦 (佛羅里達州)
喬治敦（英語：Georgetown）是位於美國佛羅里達州普特南縣的一個非建制地區。該地的面積和人口皆未知。

## 地理
喬治敦的座標為29°23′29″N 81°38′19″W / 29.39139°N 81.63861°W，而該地的平均海拔高度為7米（即23英尺）。